# サンゴ礁

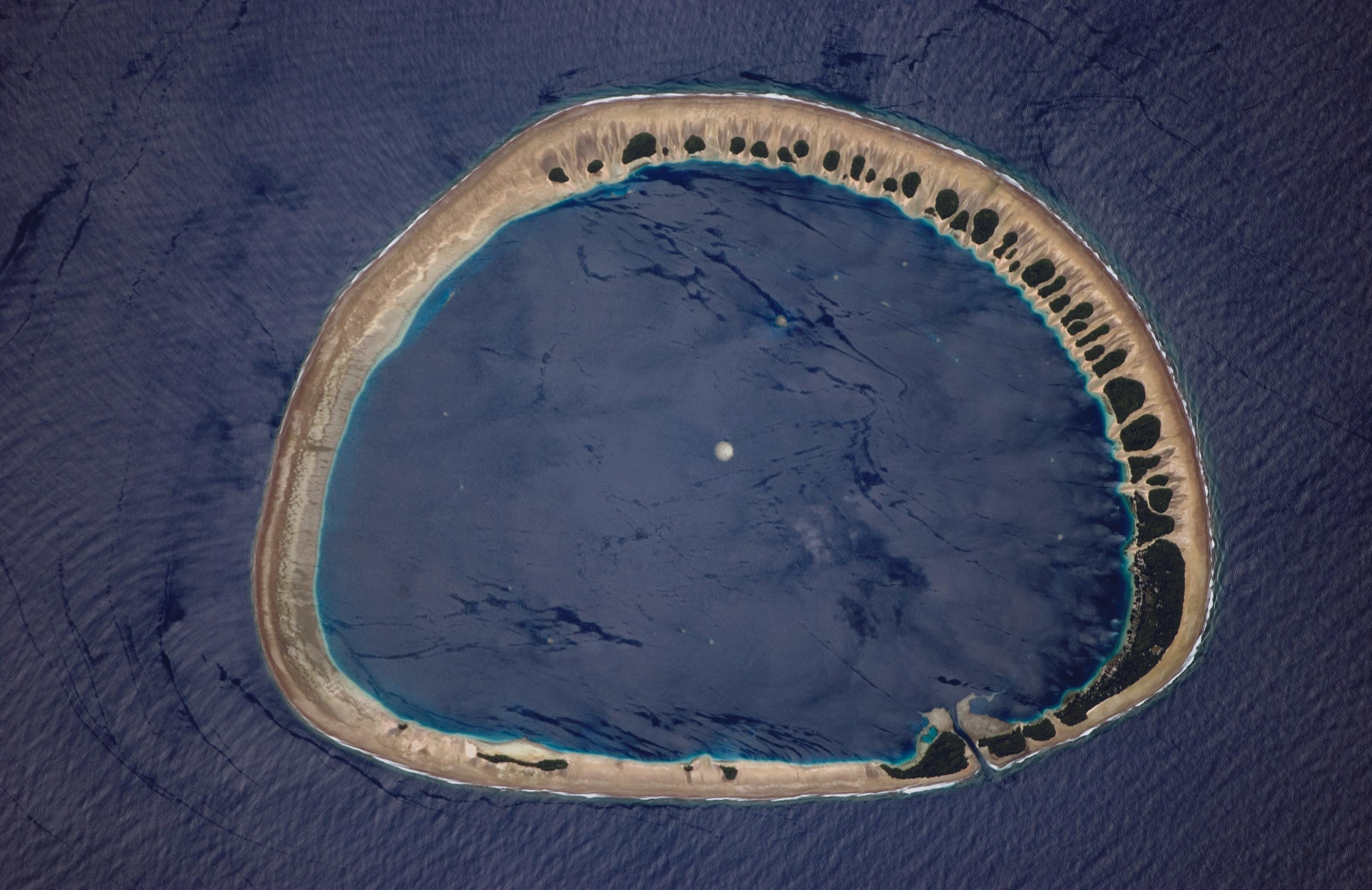
ミクロネシア連邦ヌクオロ環礁、NASAによる衛星写真

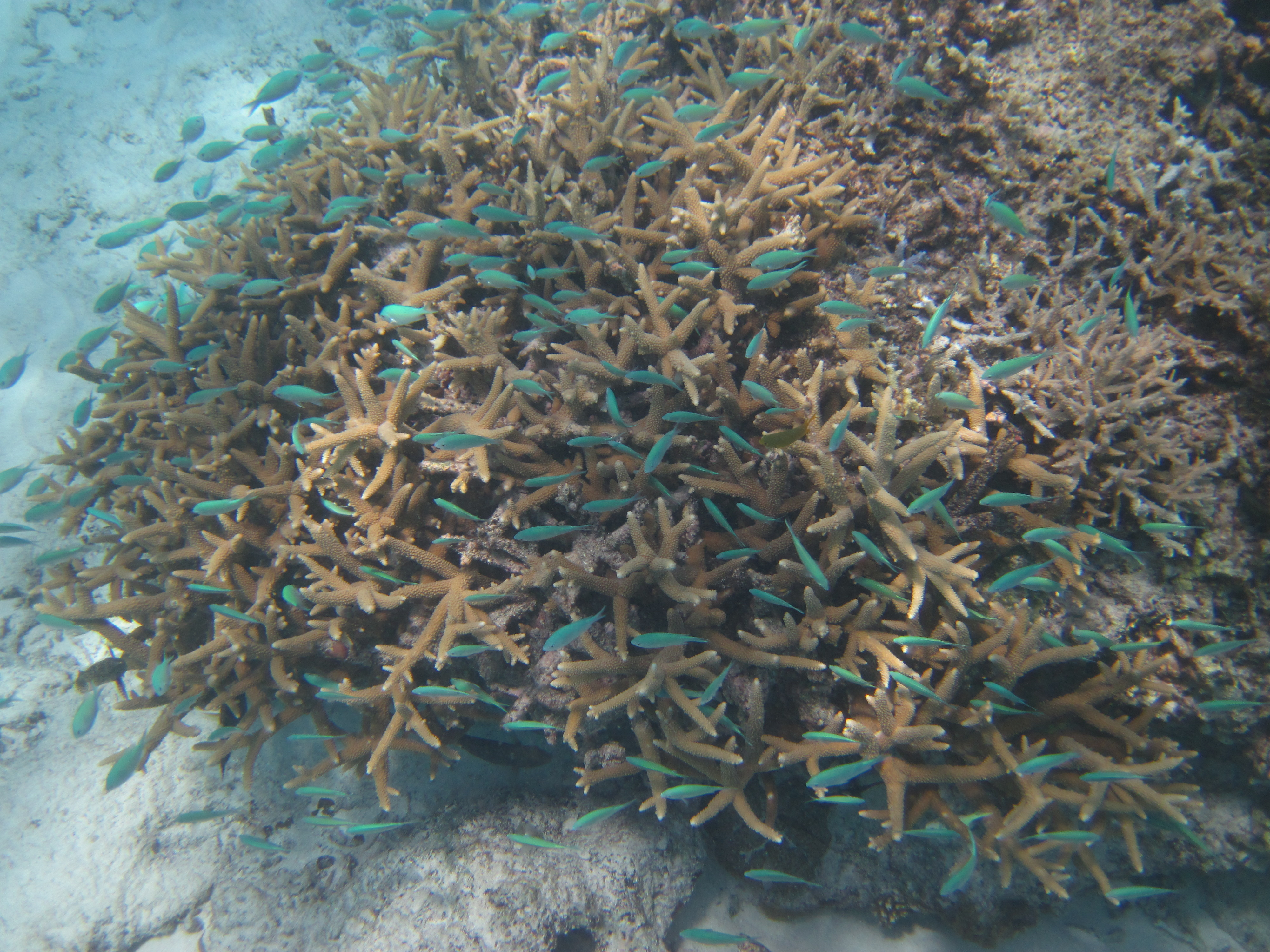
八重山黒島周辺のサンゴ

サンゴ礁（サンゴしょう、珊瑚礁、さんご礁、coral reef）は、造礁サンゴの群落によって作られた地形の一つ。サンゴがその石灰質の骨格を積み重ねて海面近くまで高まりを作る地形のことをいう。熱帯の外洋に面した海岸によく発達する。

## 概要

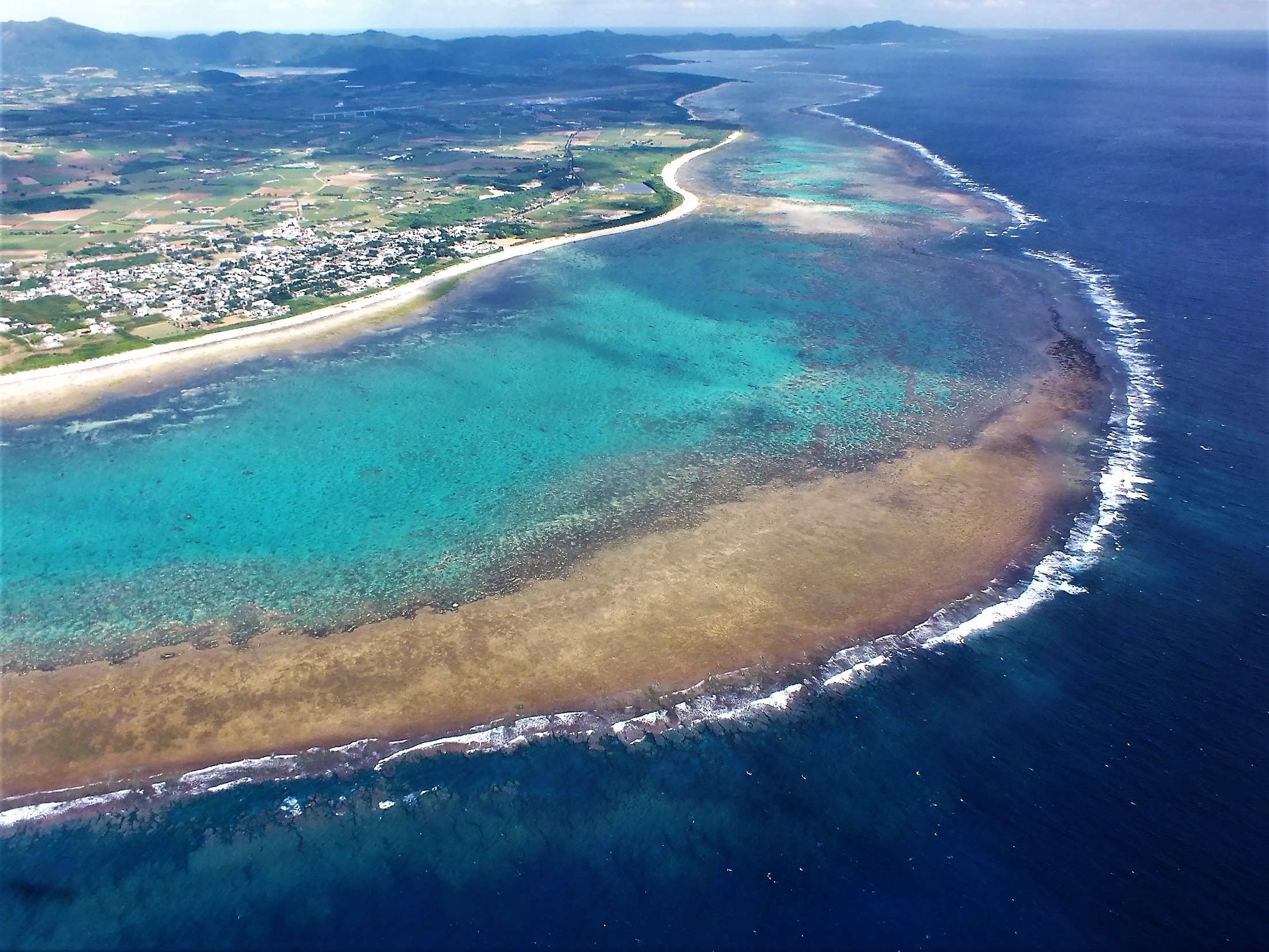
日本のサンゴ礁（石垣島・白保海岸）

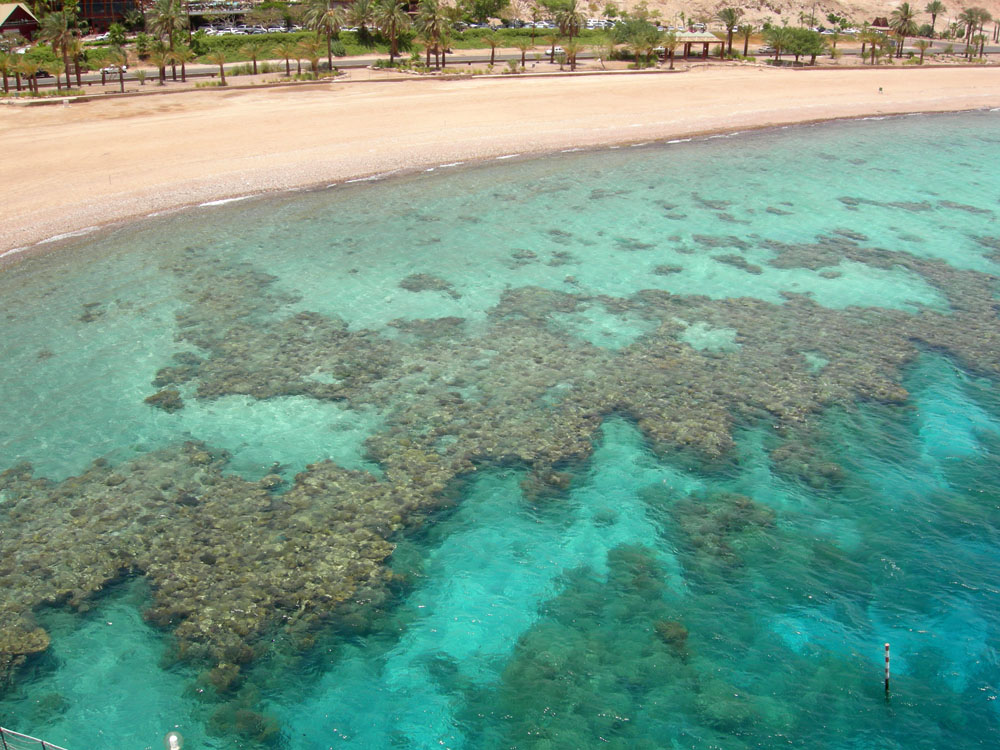
紅海、エイラートのサンゴ礁

造礁サンゴの繁殖に適している海は、25-30℃ほどの高水温、3-4%ほどの高い塩分濃度、深くても水深30mほどの浅くてきれいな海域である。赤道付近では貿易風によって西向きの暖流が発生し、高緯度地方からの寒流がその後に入りこんでいる。太平洋、インド洋、大西洋どれも西側にサンゴ礁が集中し、東側にあまり見られないのはこの理由による。また、大規模なサンゴ礁でも、河口域を避ける形をとっているのが見られる。
日本では南西諸島や伊豆諸島、小笠原諸島など南部の島付近でサンゴ礁が見られるが、サンゴ礁は水温18℃ほどまで形成されるので、日本本土でも小規模なものならば対馬海峡以南と房総半島以南の各地で見られる。
サンゴ礁が土台になっている島は温暖化が原因ではなくサンゴ礁自身の沈下により消滅の一途を辿っている。
サンゴ礁は火山活動の活発な所で見られることは少なく、火山からガスや熱水が大量に噴出するためそれらが海水に溶けると強い酸性へと変化し生き物は暮らしにくくなり、特にサンゴ礁はカルシウムの殻を作って成長するため、火山の影響が強い酸性の海では殻が溶けてしまい生きていけない。
造礁サンゴにはミドリイシ、ノウサンゴ、キクメイシなど数100種類もあるが、これらは直径1cm足らずのイソギンチャクに似た小さなポリプがたくさん集まって群体をなしたもので、様々な形のサンゴは、たくさんのポリプがそれぞれの種類によって独自の骨格を形成したものである。
サンゴのポリプはプランクトンを捕食するが、体内に光合成を行う褐虫藻を共生させ、その栄養分をもらうこともできる。成長したポリプは分裂して増え、海水中の二酸化炭素やカルシウムを取りこみ、炭酸カルシウムを主成分とした骨格をつくる。たくさんの造礁サンゴが生命活動を行った結果、サンゴの下には厚い石灰岩の層ができ、サンゴ自身はさらに上へ、沖へと成長する。
サンゴ礁付近の砂浜は波浪で折れたり、動物に齧られたりしたサンゴの残骸を含んで白っぽくなる。他にも貝類やウニ、有孔虫の死殻なども海岸に堆積する。このようにサンゴ礁の砂浜の砂は、その大部分が生物起源であり、多くが石灰質である。これらの石灰分が堆積し、一部が溶けて再び固まることで、砂粒を含んだまま岩石となったものがビーチロックである。
こうした生物と自然の営みが長い時間をかけて積み重なった結果、石灰岩の岩盤による広いサンゴ礁ができ、地形を変えてしまう。上空からサンゴ礁のある海域を見ると、藍色の海にサンゴ礁の浅瀬が水色やエメラルドグリーンに浮かび上がる。

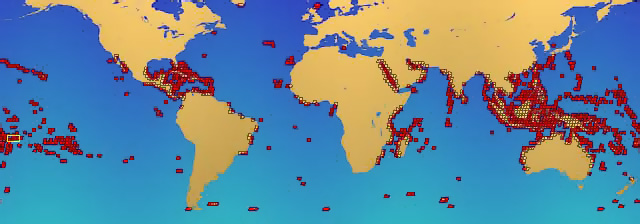
サンゴ礁の分布
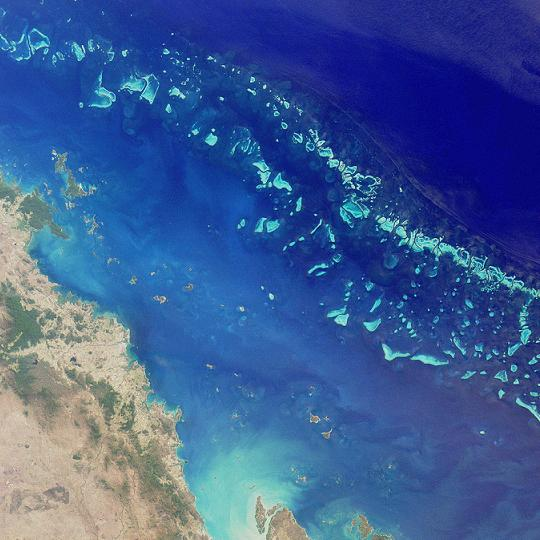
グレート・バリア・リーフの衛星写真
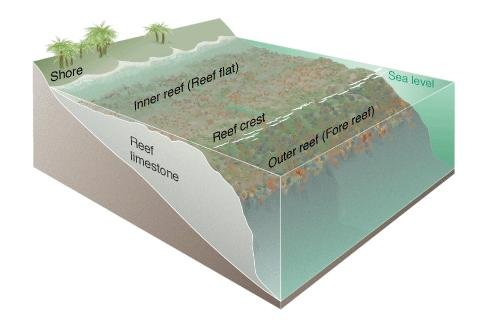
サンゴ礁の地形。Shore:海岸 Inner reef:内礁 Reef crest:礁縁部 Outer reef:外礁 Reef limestone:石灰岩層

## 分類
サンゴ礁はその形態により、大まかに裾礁、堡礁、環礁の3つに分けることができる。
海岸部に接して発達したサンゴ礁を裾礁（きょしょう）という。外礁（サンゴ礁の縁）に囲まれた礁の内部は浅い礁池（しょうち）となり、上空から見ると水色に見える。現在の日本のサンゴ礁のほとんどが裾礁である。
外礁が防波堤のように環状に島を取り囲み、礁と島の間にやや深い礁湖（しょうこ・ラグーン）があるものを堡礁（ほしょう）という。チューク島（トラック諸島）などが例として挙げられる。堡礁は、中央の島を取り囲んでいるもの以外に、大陸を取り囲んでいるものもいう。大陸を中心に取り囲んでいるので有名なのがオーストラリアのグレート・バリア・リーフ（大堡礁）である。
礁の中央に島がなく、環状の外礁と礁湖のみがあるものを環礁（かんしょう）という。ムルロア環礁や沖ノ鳥島などが例として挙げられる。

サンゴ礁形成と裾礁-堡礁-環礁の移行を示すアニメーション

このようなサンゴ礁の形態の違いは、島の沈降もしくは海面の上昇によると考えられている。堡礁や環礁の形成過程については、裾礁を抱える島が地殻変動や侵食により沈降し堡礁や環礁に変化したとする沈降説と、最終氷期の海水準変動によって生じた裾礁が海面の上昇により堡礁や環礁に変化したとする氷河制約説とがあり、共に一定の評価を得ている。特に沈降説は、チャールズ・ダーウィンによるもので、現在ではプレートテクトニクスと連動している。
サンゴ礁が隆起や海面降下により島となる場合もある。宮古島や沖永良部島などがその例で、島が全体的に平坦な形となるのが特徴である。また、北大東島と南大東島は島の中央が凹んでおり、周囲を囲むように高い部分がある。これは、隆起した環礁であると考えられている。
また、パラオなどはサンゴ礁内に大きな鍾乳洞があるが、鍾乳洞は陸上でなければ形成されないので、かつてそこは陸上だったことになる。これはサンゴ礁が海面の降下で海面上に現れ、侵食を受けて鍾乳洞ができ、再び海面が上昇したときに海底となったもので、現在島となっている部分は侵食されずに残った部分である。

### サンゴ礁の構成と化石
サンゴ礁を形成するのは、必ずしも造礁サンゴだけではない。他にも石灰質の骨格を大きく発達させるものがあれば、サンゴ礁を形成する要素となり得る。現在のサンゴ礁では、紅藻類である石灰藻が優占する場所もある。また、必ずしもサンゴ礁の形成には関わらないものの、石灰質の殻を作るため、サンゴ礁での石灰質の蓄積に関わるものとして、二枚貝類であるシャコガイや、大型の有孔虫であるゼニイシやホシズナが多数生息している。ホシズナはサンゴ礁の砂浜の構成要素となり、場所によってはほとんどホシズナだけの砂浜が見つかる。化石としてもサンゴ礁の化石は古生代以降、たびたび出現している。具体的には、造礁サンゴの化石を含む石灰岩の形を取る。
現在のサンゴ礁は熱帯を中心とする、温暖で透明度が高く、浅い海域にのみ出現する。この理由は、造礁サンゴが褐虫藻という単細胞藻類を共生させているからである。これは単なる偶然や、栄養上の必要性だけではなく、褐虫藻の光合成があってこそ、サンゴの石灰質の骨格が、これだけの成長速度を維持できるらしいと考えられている。ちなみに、シャコガイやホシズナも褐虫藻を共生させている。このことから、過去のサンゴ礁でも似たような状況があったものと考えられる。そこで、サンゴ礁の化石が出た場合、その時代のその場所は、熱帯か亜熱帯の、温暖で浅い海域であったと判断することができる。このように、その化石の発見によって、その時代のその場所の環境が判断できる場合、そのような化石を示相化石とよんでいる。
ただし、サンゴ礁の形成は沈降説にも述べられているように、島の沈降と海洋プレートの移動が大きく関わっている。サンゴ礁の形成される海域と、化石となって発見される地点が大きく変わる可能性や、他の地層の中に取り込まれて出現する可能性も考えなければならない。

## サンゴ礁の環境と生物

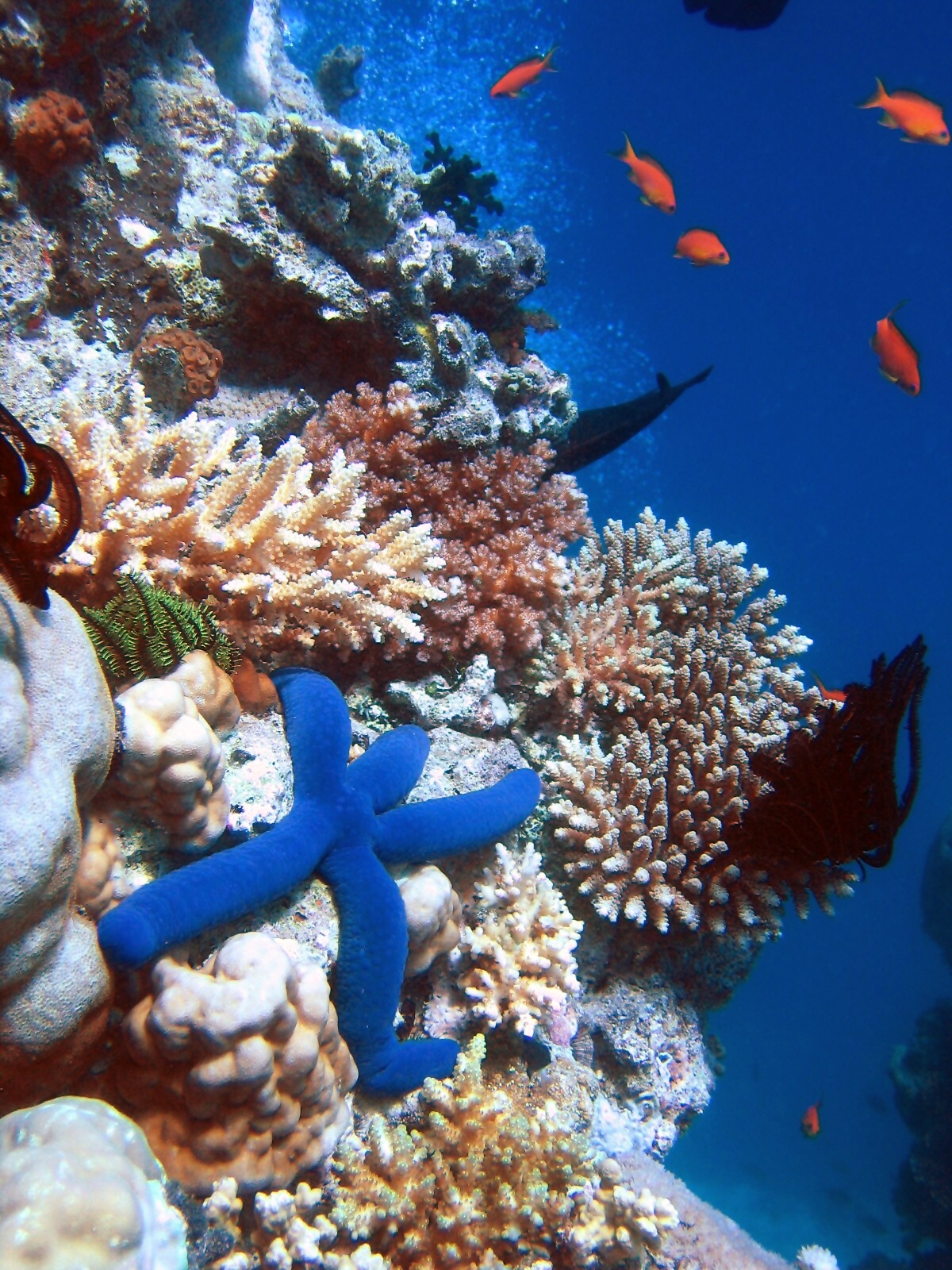
外部礁斜面に生息するアオヒトデ。ミドリイシなどのサンゴやハナダイ類も見える。写真中央左にいるのはオニヒトデではなくウミシダ。

礁の外側は急に深くなっており、波も高いが、外礁に囲まれた礁池や礁湖は、外礁が激しい波浪を止める天然の防波堤となるため、波が穏やかである。サンゴのすき間は小さな生物の隠れ場所に都合がよく、それらを捕食する大型動物も集まってくる。さらに礁池の内外には砂浜やアマモ場もできるので、これらも含めるとサンゴ礁には実に多様な環境が作られ、多くの生物が生息することとなる。サンゴ礁は生物多様性の観点からも重要な場所といえよう。
ここではサンゴ礁に生息する生物のごく一部を挙げる。

### 海岸
サンゴ礁付近の岩礁海岸や砂浜は石灰分を多く含むので、石灰分の多い土壌に適応した特有の植物が自生する。草本ではイソフサギやクサトベラ、ハママンネングサなど、木本ではオオハマボウやアコウなどが挙げられる。これらの木陰にはオカヤドカリやヤシガニなどの動物が生息する。なお、岩のすき間はウミヘビ類のねぐらや産卵場所となる。
砂浜ではハマヒルガオやグンバイヒルガオ、コウライシバなどが自生し、植物が生えない波打ち際付近にはミナミスナガニやツノメガニなどのスナガニ類が生息する。なお、砂浜はウミガメ類の産卵場所となる。

### 礁の内側
波が穏やかな礁の内側には多くの生物が生息する。ふだんは礁の外側に生息する大型魚が、産卵や採餌のために礁の内側へ入ってくることもある。
- 爬虫類 - タイマイやアオウミガメなどのウミガメ類、エラブウミヘビやクロガシラウミヘビなどのウミヘビ類
- 魚類 - スズメダイ、チョウチョウウオ、ベラ、ネンブツダイ、ハリセンボン、ウツボなどサンゴ礁に生息する魚（英語版）
- 軟体動物 - シャコガイ、イモガイ、タカラガイ、ホラガイ、ヤコウガイ、コブシメ、テナガダコ、ヒョウモンダコなど
- 甲殻類 - オトヒメエビ、カクレエビ類、イセエビ類、サンゴガニ、オウギガニ類など
- 棘皮動物 - バイカナマコ、パイプウニ、ガンガゼ、オニヒトデ、クモヒトデなど
- 刺胞動物 - サンゴ類、サンゴイソギンチャク、ソフトコーラル、クラゲ類など

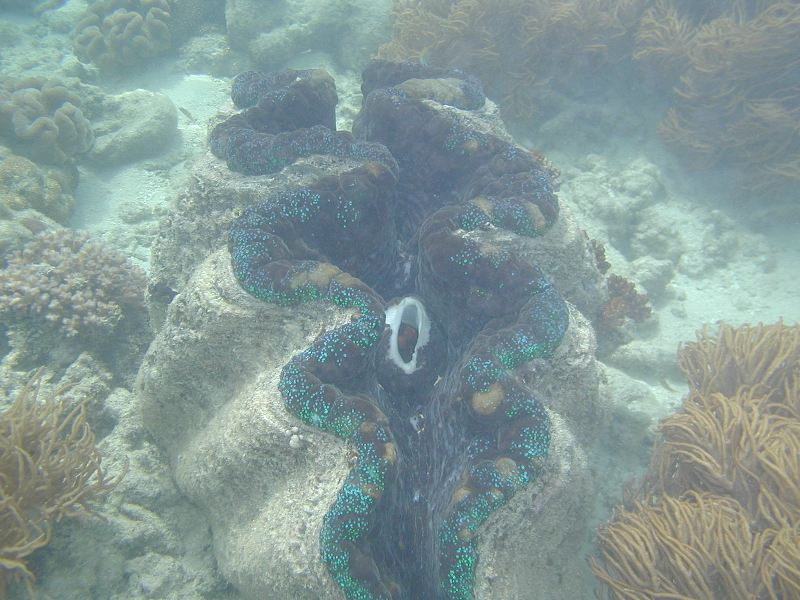
シャコガイ（グレート・バリア・リーフ内ミコマス・ケイ）
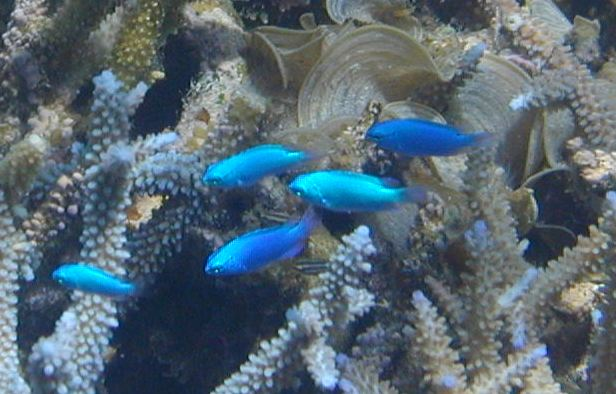
ルリスズメダイ（石垣島・白保）
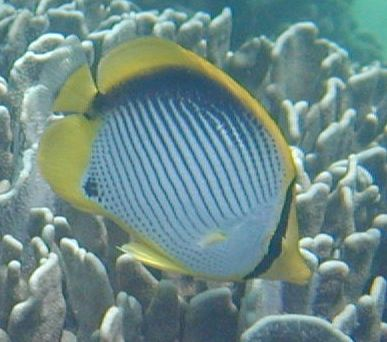
アケボノチョウチョウウオ（石垣島・白保）

### 海草藻場
礁池内の、潮下帯の浅いところから水深数m程度の所にかけて、海草の繁茂する藻場が各所に形成される。たとえば沖縄ではウミジグサやボウアマモ、ウミショウブなどの数種類の海草が生息している。藻場は様々な小型動物の生息場になり、魚類の稚魚の拠り所となる。さらに藍藻類が多量に生息することで窒素固定が行なわれる場でもあり、サンゴ礁の高い生産力を支えている。

### 礁の外側
外礁を過ぎると水深は急に深くなる。斜面には多くのサンゴが枝を広げ、礁の内側と同じように小魚もいるが、その周囲にはキントキダイやシマアジ、フエダイ、ハタなど大型魚が見られ、オニイトマキエイやシュモクザメなども姿を現す。

### 危険な生物
色とりどりのサンゴや生物に彩られたサンゴ礁だが、これらの生物には棘や毒をもった生物や獰猛な生物も多く、中には命に関わるほどの毒をもつものもいる。
- 爬虫類 - ウミヘビ。東南アジアからオーストラリアにかけてはイリエワニも姿を現す。
- 魚類 - サメ、エイ、ミノカサゴ、ダルマオコゼ、アイゴ、ウツボなど
- 軟体動物 - ヒョウモンダコ、イモガイ類など
- 棘皮動物 - ガンガゼ、ラッパウニ、オニヒトデなど
- 刺胞動物 - サンゴイソギンチャク、スナイソギンチャク、ウンバチイソギンチャク、カツオノエボシ、ハブクラゲ、アナサンゴモドキ、シロガヤなど

また、食用魚にも注意が必要である。フグ類の毒はよく知られているが、サンゴ礁域に生息するバラハタやバラフエダイ、ヒラマサ、イシダイ、イシガキダイなどの大型魚は藻類に由来するシガトキシンという毒を体内に蓄える。小さな個体は危険が薄いが、大型個体を食用にする際は注意しなければならない。

## サンゴ礁の生態系
サンゴ礁はきわめて多様な生物が、高い密度で生息している環境である。ちょっと覗いただけでも、色とりどりの魚が乱舞するのが見られる。岩の上にはナマコ類が転がっており、また、サンゴの隙間や転石の下を見ても、さまざまな無脊椎動物を見ることができる。このような多様な生物が高い密度で生息できる理由として、いくつかの要因が考えられる。
- 年間を通じて温暖であること。熱帯亜熱帯の、年間を通じて高水温の海域である。一般に、寒冷な季節などの物理化学的条件の厳しい時期がない環境のほうが生物の多様性は高い。
- 海底を埋めるサンゴの骨格が、非常に多様な底質や足場を供給すること。板状や枝状のサンゴは、さまざまな大きさの隙間を作り、そこが大小さまざまの生物の隠れ家を提供する。また、通常の岩に比べてサンゴの骨格は柔らかいので、さまざまな穿孔性の生物が住みやすくなっている。また、サンゴ礁全体の構造もそれを支えている。
- サンゴ礁は透明度の高い、浅い海であるから、太陽の光も強く、そのことが生態系全体を支える生産量を裏打ちしているとも言える。しかしながら、透明度が高いということは、貧栄養であり、しかもプランクトンが少ないことを意味し、このことは生産量を確保する上では不利な点である。しかも、サンゴ礁では大型の海藻があまり見られない。では、サンゴ礁における生産者は何かと言えば、やはりサンゴである。サンゴは動物であるが、体内に褐虫藻を共生させているので、実質的には生産者としての役割をもっている。ただし、サンゴを直接に食べる動物はそれほど多くない。サンゴの骨格ごと齧りとるブダイ類や、オニヒトデがある程度である。外に、チョウチョウウオなどもサンゴのポリプなど、軟体部をつまむように食べるらしい。それ以外には、サンゴを直接食べるものはあまりいない。それではどのように利用されているかと言えば、サンゴが体表から分泌する粘液がかなり利用されているらしい。
- 生産者による生産量に関する限定要因になるものには、光合成に直接かかわる要因の他に、窒素やリンなど、肥料分の量がある。この点でも、サンゴ礁では、見掛け上、それらの供給が多いとは思えない。窒素については、礁池の砂の表面に生息する藍藻類が窒素固定を行なっているともいわれている。
- 魚類は種類が非常に多く、チョウチョウウオやブダイ類では近似種が多数あり、それぞれに異なった模様で共存している。視覚的情報で種を見分けているとも言われる。
- また、サンゴの隙間にも、さまざまな小型の無脊椎動物が生息している。その中にはサンゴと共生しているものも見られる。
- サンゴ礁に住む魚は一般にハデな色彩をしている。本川達雄によれば、限られた空間であるサンゴ礁には、様々な種類がひしめき合っており、水も透明で、ハデな色は魚同士のコミュニケーションの手段であり、その中から自分の仲間や配偶者を識別しなければならないからという。

## サンゴ礁の危機

### 赤土流出
陸での乱開発等により、陸上の土壌が海に流れ込むと、水が濁り、サンゴに光が当たらなくなるだけでなく、それが沈殿するとサンゴの表面に泥が貯まり、そのためにサンゴが窒息する場合もある。そのため、陸の側で貯水池を作り、泥土を沈殿させて除去する等の対策も行われている。しかし、熱帯や亜熱帯の土壌に特有のラテライト（赤土）には、沈殿しにくい極微小な粘土粒子が多量に含まれ、豪雨時などは容易に海へ流出する。そのため、広範囲のサンゴ礁の破壊の原因となっている。

### 白化
褐虫藻がサンゴから抜けてしまうと、サンゴから色が抜け、石灰質から成る骨格の白色ばかりが目立つようになる。これをサンゴの白化（白化現象）という。白化は元に戻る場合もあるが、長く続くとやがてサンゴのポリプも死滅してしまう。白化の現象自体は古来から知られていたが、地球温暖化や海洋汚染をはじめとする人間の活動により、近年は大規模に起こる傾向がある。
白化現象の温度閾値は30℃程度で、海水温が30℃以上で褐虫藻が活性酸素を出して白化が起きる。
2016年度の環境省調査では、白化度が100％から90％の地域も見られる。2018年度のサイエンス誌に掲載された論文 "Spatial and temporal patterns of mass bleaching of corals in the Anthropocene"での世界100カ所の1980年から2016年間の調査結果でも、地球温暖化によって白化期間からの回復期間が短く回復が難しくなっている現状が報告された。
地球温暖化をはじめとする人間の活動により、サンゴ礁のサンゴは、産業革命以前と比較して半分以下に減少している。

#### 原因
富栄養化
サンゴ礁はもともと外洋に面しており、光合成に必要な無機塩類に乏しい環境なので、海藻や植物プランクトンは少ない。サンゴの体内の褐虫藻はライバルの少ない環境で、サンゴが出す老廃物を利用して光合成を行い、ひいては宿主のサンゴも養うことができる。
海が富栄養化すると、海中に漂う植物プランクトンの方が光合成に有利になるため、植物プランクトンの増殖により海水の透明度が低下、褐虫藻が生存できなくなる。
水温の上昇
その他にも水温の上昇などにより、褐虫藻がサンゴの組織内に保持できなくなる場合がある。この場合のメカニズムは、富栄養化した海水中で水温が高くなると褐虫藻の光合成活性が著しく上昇し、炭酸同化に使いきれないほどの光エネルギーを吸収、これが活性酸素を大量に発生させてサンゴの体組織を損傷、褐虫藻の排出に至ると考えられている。
その他
日焼け止めに含まれるパラベンなどの成分が引き金となり低濃度でもサンゴの白化を誘発することが確かめられており、また、藍藻に有害なウイルスの増殖の誘発が同時に確認されている。
マイクロプラスチックを取り込んだサンゴは、褐虫藻との共生が上手くいかないという研究結果もある。

### 生物によるサンゴ礁の破壊
オニヒトデ
世界各地のサンゴ礁でオニヒトデによる造礁サンゴの食害も問題となっている。オニヒトデは大型で、毒の棘が全身に生えているため、駆除も難しい。オニヒトデの天敵は造礁サンゴで、オニヒトデ浮遊幼生を造礁サンゴポリプが食べて相互の天敵関係となる。ホラガイがオニヒトデの天敵であるという説があるが、ナマコやウニなども捕食する他、1個のオニヒトデを消化するのに1週間かかると言われており、大発生したオニヒトデの前では天敵となり得ない。しかもホラガイの実はおいしくて食用利用され、貝殻もきれいなので高価に取引され、これらがホラ貝の減少を招いている事実もある。ホラガイの種苗生産技術は確立していない。
サンゴ食巻貝類
シロレイシガイダマシ属の貝類による食害が、場所によってはオニヒトデ以上の被害を出す。
テルピオス
テルピオス属の海綿がサンゴ礁を覆い窒息させることがある。

### 人災
青酸カリ
ダイバーにとって一種の憧れであるメガネモチノウオ（ナポレオンフィッシュ）は、高級食材としても有名である。これを漁獲するためにシアン化カリウム（青酸カリ）を使用する漁業者がおり、そのためにインドネシアなどのサンゴ礁はぼろぼろになっている。
爆弾漁法
ダイナマイトを使い魚を殺して浮き上がらせる漁法（ダイナマイト漁）は通常の漁法よりも漁獲量が多いために世界各地で行われているが、サンゴ礁をひどく破壊し造礁サンゴを死滅させる恐れもある。
日焼け止め等のスキンケア製品
日焼け止めなどのスキンケア製品に含まれる成分がサンゴ礁に有害であるとして、ハワイ、パラオ共和国、タイ王国などで有害物質を含むものが禁止されている。
主に禁止されている化学物質は、オキシベンゾンとメトキシケイ皮酸エチルヘキシル(別名：オクチノキサート)で、その他にブチルパラベン、メチルベンジリデンカンファなどである。

## 世界のサンゴ礁の状況
2012年におけるサンゴ礁の状況は以下の通りである。
| 地域           | 総面積(千km2) | 危機にある面積(%) |
| -------------- | ------------- | ----------------- |
| 中東           | 14.4          | 65                |
| 大西洋         | 25.8          | 75                |
| インド洋       | 31.5          | 66                |
| 東南アジア     | 69.6          | 94                |
| 太平洋         | 66.0          | 48                |
| オーストラリア | 42.3          | 14                |
| (モルディブ)   | 5.3           | 38                |
| (フィリピン)   | 22.5          | 98                |
| (ハワイ)       | 3.8           | 17                |
| 世界計         | 249.7         | 61                |

## サンゴの移植・植付け
映像でのメッセージや植付け本数・面積などで広報しやすいことから、多くの企業が環境保護活動や環境教育イベントとして、サンゴの移植・植付けを行っている。しかし、科学的には移植した海域の環境条件がサンゴの育成にとって好ましくなければ、結局そのサンゴは死滅してしまうこと、親サンゴ（ドナー）を損傷する恐れがあることなどから、日本サンゴ礁学会ではサンゴの移植を奨励していない。
2004年11月、日本サンゴ礁学会は「造礁サンゴの移植に関してのガイドライン」を発表した。

## サンゴ礁の調査・モニタリング活動
- リーフチェック (Reef Check) - ダイバーによる世界各地で行われているサンゴ礁の調査。
- コーラルウォッチ (CoralWatch) - サンゴに損傷を与えずに白化現象を監視し、サンゴの健康状態を判定。
- モニタリングサイト1000（重要生態系監視地域モニタリング推進事業）[17] - 環境省自然環境局生物多様性センター